# Louis Nazaire Bégin
Louis Nazaire Bégin, francosko-kanadski rimskokatoliški duhovnik, škof in kardinal, * 10. januar 1840, Lévis, † 18. julij 1925.

## Življenjepis
10. junija 1865 je prejel duhovniško posvečenje.
1. oktobra 1888 je bil imenovan za škofa Chicoutimija in 28. oktobra istega leta je prejel škofovsko posvečenje.
22. marca 1892 je bil imenovan za nadškofa pomočnika Québeca in za naslovnega nadškofa Ciren. 12. aprila 1898 je nasledil nadškofovsko mesto.
25. maja 1914 je bil povzdignjen v kardinala in imenovan za kardinal-duhovnika Ss. Vitale, Valeria, Gervasio e Protasio.